# Catopsbaatar
Catopsbaatar (Danh pháp hai phần: Catopsbaatar catopsaloides) là một loài (chi) thú cổ đại đã tuyệt chủng từng sống ở Mông Cổ trong kỷ Phấn trắng. Nó cùng tồn tại với một số loài khủng long muộn. Động vật này là một thành viên của họ Multituberculata đã tuyệt chủng trong thời kỳ Cimolodonta và họ Djadochtatheriidae. Đó là một loài thú dạng chuột nhảy, giống như chuột nhảy Gerboa.

## Phát hiện
Chi Catopsbaatar được nhà nghiên cứu Zofia Kielan-Jaworowska đặt tên vào năm 1974 và 1994 dựa trên một loài duy nhất. Một trong những tính năng đặc trưng nhất của Catopsbaatar (nó phân biệt nó không chỉ từ các loài trong chi Kryptobaatar mà còn từ tất cả các Djadochtatherioids khác, trong đó có những gợn sóng nổi lên), là một cấu trúc uốn phía trước rất sâu, và một điểm cong nho nhỏ giữa, Một phần tư vòng tròn. Loài Catopsbaatar catopsaloides cũng được biết đến như là Catopsalis catopsaloides và Djadochtatherium catopsaloides.
Các hóa thạch đã được tìm thấy trong tầng Creta của Campanian ở Mông Cổ. Điều này ban đầu được coi là một loài của Djadochtatherium. Nguyên liệu ban đầu gồm ba hộp sọ, phần lớn trong số đó là chưa trưởng thành. Sau đó, một mẫu vật thứ tư đã được xác định và sau đó một ví dụ thậm chí còn hoàn thiện hơn vào năm 1999, cùng với bộ xương hậu môn. Điều này thuộc về một con vật cao tuổi. Với chiều dài của xương sọ khoảng 6 cm, đây là một loài thuộc nhóm Multituberculate khá lớn.